# Adolphe VIII de Schaumbourg
Adolphe VIII de Schaumbourg ou Schauenbourg († 13 octobre 1370 à Famagouste à  Chypre) règne sur le comté de Holstein-Pinneberg et sur celui de de Schaumbourg de
1353 jusqu'en 1370.

## Biographie
Adolphe VIII est le fils ainé de Adolphe VII et de  Heilwige de Lippe.
Il s'empare de la forteresse de Pinneberg occupée par un chevalier inconnu peu de temps avant son départ pour un pèlerinage en Terre sainte sur le tombeau du Christ, au cours duquel il meurt le 13 octobre 1370 à Famagouste dans l'île de Chypre. Il a comme successeur son frère cadet Otto Ier.